# ليجنيكي بوله

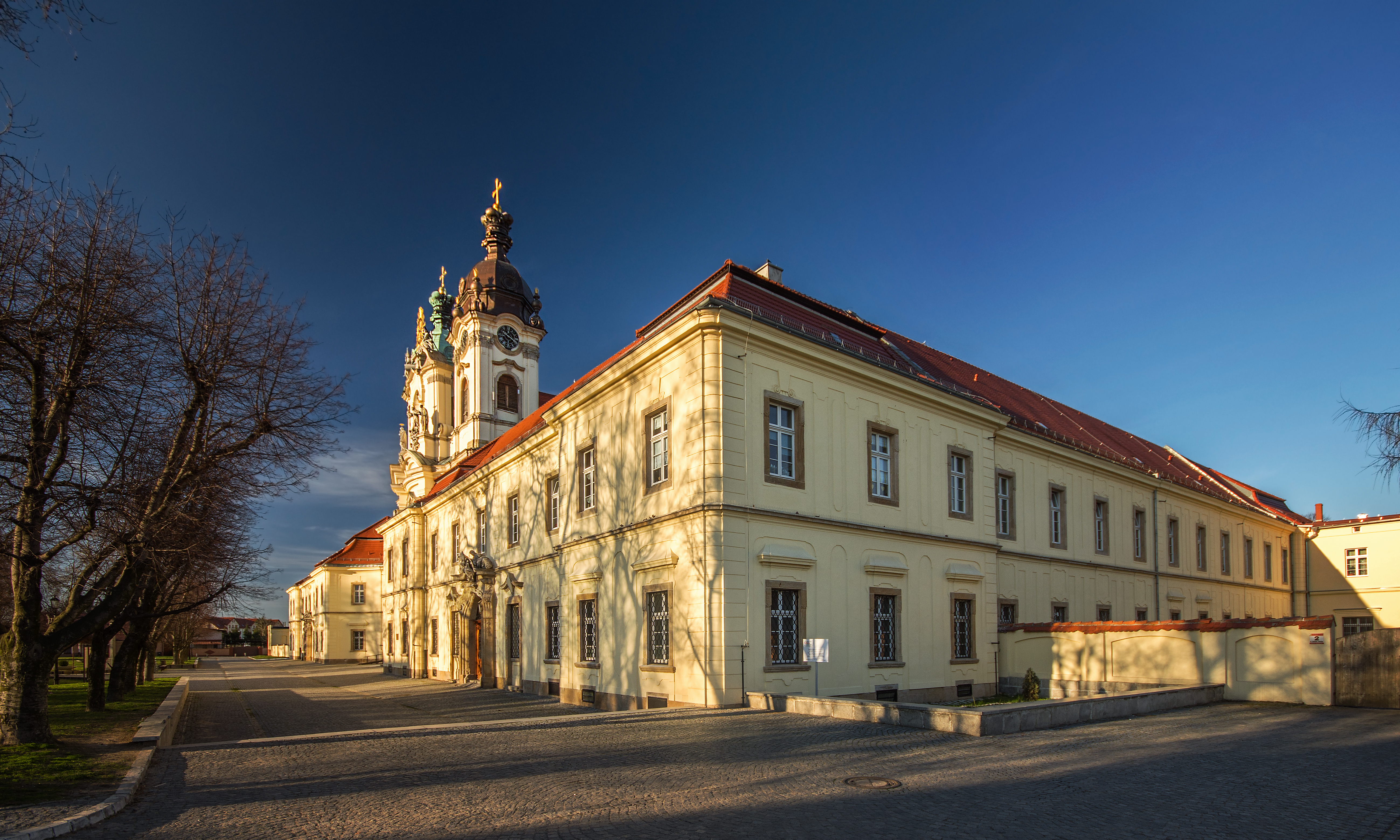

ليجنيكي بوله  (في 1945-1948 Dobre Pole، (بالألمانية: Wahlstatt)) هي قرية في مقاطعة لغنيتسا (Legnica County)، محافظة سيليزيا السفلى، في جنوب غرب بولندا. هي مركز المنطقة الإدارية (غمينا) يسمى غمينا ليجنيكي بوله (Gmina Legnickie Pole).
تقع على بعد 10 كيلومترات (6 ميل) جنوب شرق لغنيتسا، و56 كم (35 ميل) غرب العاصمة الإقليمية فروتسواف. يبلغ عدد سكان القرية 780 نسمة. شهدت المدينة واحدة من أكبر المعارك خلال الغزو المغولي الأول لبولندا في مَعْرَكة لَغنِيتسِا.

## روابط خارجية
- Official website (بالبولندية) * Gmina website (بالبولندية)